# National Invitation Tournament 1991
Il National Invitation Tournament 1991 è stata la 54ª edizione del torneo. La final four è stata giocata al Madison Square Garden di New York. Ha vinto il titolo la Stanford University, allenata da Mike Montgomery. Miglior giocatore del torneo è stato eletto Adam Keefe.
| Campione NIT 1991           |
| --------------------------- |
| Stanford Cardinal 1º titolo |

## Squadra vincitrice
|  | Naz.                   | Ruolo | Sportivo       |  | Alt. |  |  |
|  | ---------------------- | ----- | -------------- |  | ---- |  |  |
|  | Stati Uniti (bandiera) | G     | Kenny Ammann   |  | 191  |  |  |
|  | Stati Uniti (bandiera) | G     | Peter Dukes    |  | 196  |  |  |
|  | Stati Uniti (bandiera) | C     | Paul Garret    |  | 206  |  |  |
|  | Stati Uniti (bandiera) | G     | Kenny Hicks    |  | 193  |  |  |
|  | Stati Uniti (bandiera) | A     | Adam Keefe     |  | 206  |  |  |
|  | Stati Uniti (bandiera) | G     | Marcus Lollie  |  | 183  |  |  |
|  | Stati Uniti (bandiera) | A     | Lang Meyer     |  | 206  |  |  |
|  | Stati Uniti (bandiera) | C     | Jim Morgan     |  | 211  |  |  |
|  | Stati Uniti (bandiera) | G     | John Patrick   |  | 193  |  |  |
|  | Australia (bandiera)   | A     | Andrew Vlahov  |  | 201  |  |  |
|  | Stati Uniti (bandiera) | A     | Jason Weaver   |  | 201  |  |  |
|  | Stati Uniti (bandiera) | A     | Brent Williams |  | 198  |  |  |
|  | Stati Uniti (bandiera) | A     | Deshon Wingate |  | 201  |  |  |

- Allenatore: Mike Montgomery